# Capitan Blanco
Capitan Blanco (talvolta citato come Il capitan bianco) è un film muto del 1914 diretto da Roberto Danesi e Nino Martoglio, con protagonisti Giovanni Grasso e Virginia Balistrieri. È tratto dall'opera teatrale di Martoglio U paliu. 

## Produzione
Fu girato perlopiù in Tripolitania, da solo due anni diventata italiana a seguito della guerra italo-turca, realizzando così il primo film a soggetto nella nuova colonia non ancora "pacificata", tanto che la troupe dovette usufruire di una scorta durante la lavorazione. Altre riprese si svolsero girato tra Aci Trezza, Aci Castello e Catania.